# Equi Terme
Equi Terme è una frazione del comune italiano di Fivizzano, nella provincia di Massa-Carrara, in Toscana.

## Geografia fisica
Equi Terme è situato nella parte orientale della Lunigiana a un'altitudine di 250 m s.l.m. e a pochi chilometri dalla costa tirrenica.

### Territorio
Equi Terme è arroccato alle pendici del Pizzo d'Uccello, una vetta delle Alpi Apuane settentrionali che domina la porzione più alta dell'antistante valle del Lucido. Il paese è attraversato dai fiumi Lucido e Rio Catenella e deve la sua denominazione alla presenza di sorgenti termali di acque sulfuree. Tra il borgo e il Pizzo d'Uccello si snoda il canyon roccioso denominato "Solco di Equi", risultato di fenomeni geologici di epoca glaciale e sede di un importante bacino marmifero. Il territorio è soggetto a fenomeni sismici e rientra nella Zona 2 secondo la Classificazione Sismica del Territorio della Regione Toscana 2014. L'ultimo terremoto di rilevante importanza fu registrato il 21 giugno 2013 con magnitudo 5,2.

### Clima
Il clima di Equi Terme è umido e piovoso per tutto l’anno, con umidità che varia tra l'11% e il 100%. Le temperature durante l'inverno raggiungono valori minimi di -7,5 °C, e durante i mesi estivi massimi di 36,8 °C. Le piogge che caratterizzano il territorio lunigianese hanno a Equi Terme una concentrazione particolarmente elevata, pari a 60,8 mm secondo le statistiche annuali.

## Storia
L'origine del nome "Equi Terme" sembra derivare dal termine latino acquae riferito alla presenza delle sorgenti di acque termali che scaturiscono dal bosco, dalle numerose grotte e dai torrenti intorno al paese. Tali sorgenti furono utilizzate già in antichità, come testimoniato dai ruderi delle terme di epoca romana che furono interrati nel 1894 per la costruzione del moderno complesso termale. Tuttavia, il luogo risulterebbe abitato fin dall'epoca preistorica, come testimoniato dai ritrovamenti presso le grotte della Tecchia e della Buca. Un'altra ipotesi fa risalire l’origine del termine "Equi" alla famiglia romana degli Aequi, quando intorno al 179 a.C. i numerosi centri che sorgevano in Lunigiana prendevano nome da quello delle popolazioni sconfitte che abitavano il territorio o dal nome dei capitani che ne ottenevano la conquista.
Secondo la tradizione locale, il borgo fu invece fondato da alcuni esuli di Luni in seguito alla distruzione di questa città da parte dei Normanni. Intorno all'anno mille Equi Terme afferiva alla pieve di Codiponte, che nel XIV secolo passò sotto il controllo di Spinetta il Grande il quale, nel suo testamento, lasciò tutto ai Marchesi di Fosdinovo. Nel 1366 quest'area venne unita al dominio dei signori di Castel dell'Aquila di Gragnola; nel 1418 finì sotto la protezione della Repubblica di Firenze, per passare poi al Castiglione del Terziere di Bagnone nel 1451 e infine nel 1726 venire inserita nel territorio di Fivizzano.

### L'industrializzazione del 1912
Prima del XIX secolo e dell'avvento dell'industrializzazione legata all'estrazione del marmo, le popolazioni della valle del Lucido, così come quelle della altre valli appenniniche e apuane, vivevano di pastorizia, agricoltura e sfruttamento dei boschi. Nella seconda metà del XX secolo, importanti società industriali straniere come Walton, Good & Cripps e Marble Valley aprirono cave e segherie di marmo ai piedi del monte Pizzo d'Uccello, portando al progressivo cambiamento dell'economia di Equi Terme e del territorio circostante. Una volta aperta la cava, per facilitare il trasporto dei grandi blocchi di marmo venne sperimentata una funicolare, che però non diede i risultati sperati. Si rese così necessario l'uso dei carri e della "ciabattona", una primitiva locomotiva a vapore. Fu costruita una strada costeggiata da muretti a secco che da Equi Terme, salendo il meno rapidamente possibile, giungeva sino alle cave. Tale strada marmifera corre lungo la sponda sinistra del Solco d’Equi e attraversa la montagna per mezzo di due tunnel che furono interamente scavati a mano.
Un avvenimento importante per lo sviluppo turistico del paese fu l'avvento della linea ferroviaria Aulla-Lucca. I primi studi e il progetto risalgono al 1850, ma i lavori iniziarono solo nel 1879 e furono interrotti e ripresi più volte. Il primo treno giunse a Equi Terme il 21 agosto 1930, quando fu inaugurata la tratta Monzone-Equi Terme. Per quasi trenta anni Equi Terme fu capolinea del binario tronco proveniente da Aulla e ci volle più di un secolo prima che il 21 marzo del 1959 l’intera linea fosse completata e inaugurata dal Presidente della Repubblica Giovanni Gronchi. Dei tre binari originari, un tempo utilizzati per lo scambio del materiale estratto dalle cave, per il turismo termale e per la costruzione della galleria del vicino paese di Ugliancaldo, ne rimane solo uno.

## Monumenti e luoghi d'interesse

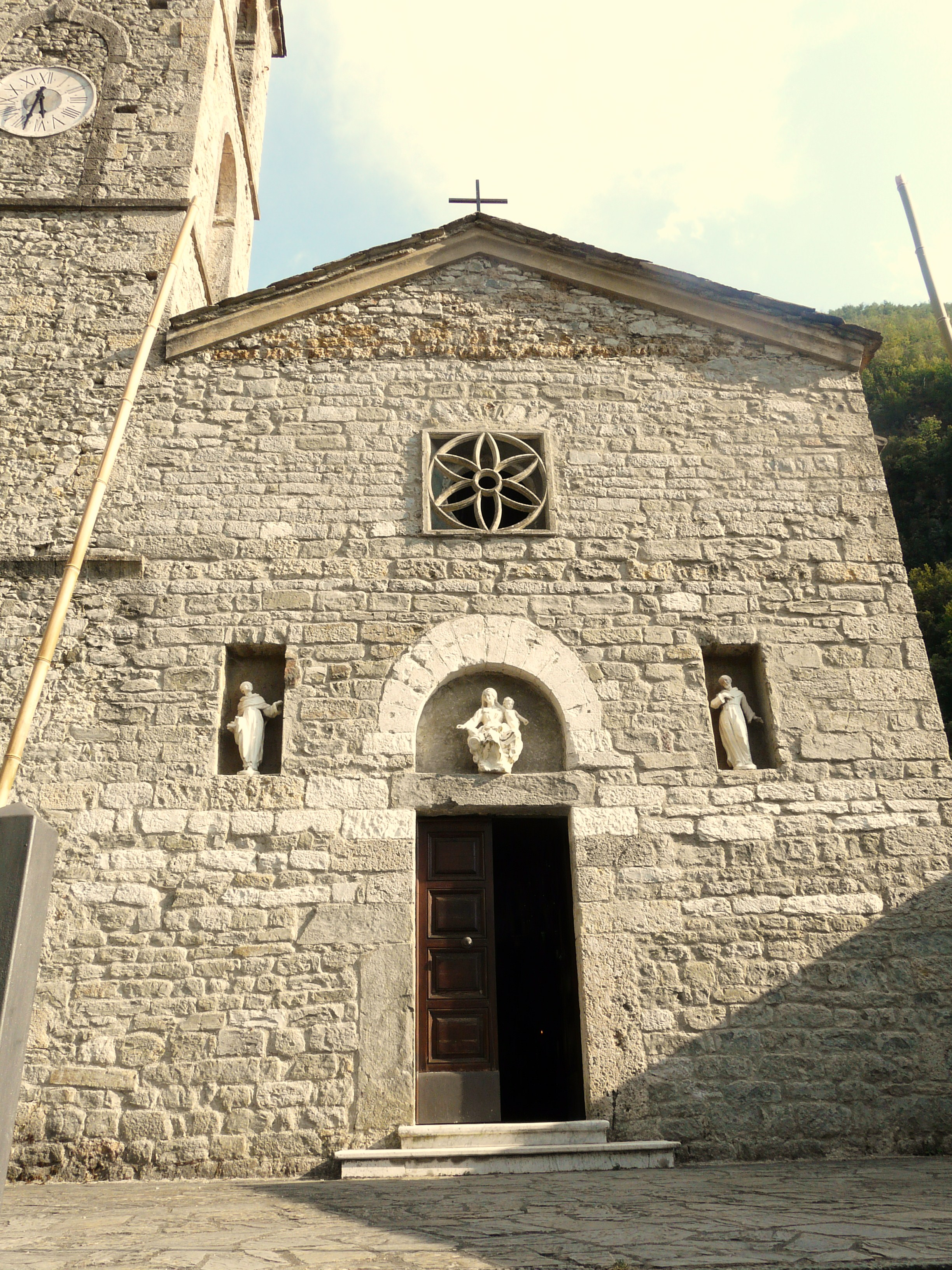
La facciata della chiesa di San Francesco

### Architetture religiose

#### Chiesa di San Francesco
La chiesa di San Francesco si trova nel centro del borgo antico, dove fu costruita come piccola cappella tra X e XI secolo. La chiesa presenta un'abside rivolta a oriente, corredata da un campanile edificato in epoca successiva e risalente al XVIII secolo. La facciata frontale, rivolta a occidente e decorata da un arco sopra il portale, risale invece alla metà del XII secolo. L'interno della chiesa è datato intorno alla metà del XVIII secolo. L'intitolazione a san Francesco si ritiene avvenuta più tardi rispetto all'epoca di ristrutturazione e ampliamento della chiesa stessa, dal momento che la diffusione del culto francescano avvenne solo alla fine del XIII secolo.

#### Santuario della Madonna del Bosco
Il santuario della Madonna del Bosco è sito in prossimità della foresta sovrastante il borgo di Equi Terme. Il suo nome si riferisce al miracolo avvenuto il 7 giugno 1608 nel bosco che sovrasta Equi Terme, con l'apparizione della Madonna a due giovani pastorelle sopra una rupe del Pizzo d'Uccello. Secondo la tradizione, la Madonna apparve alle ragazze, disperate per aver perduto il loro gregge, tranquillizzandole ed esortandole a convincere gli abitanti del villaggio affinché erigessero su quella rupe una cappella.
Altri eventi miracolosi continuarono a coinvolgere questa chiesa. Inizialmente, il santuario doveva essere edificato più in basso rispetto al punto indicato, poiché la strada per raggiungerlo era troppo impervia e distante. Cominciati i lavori, una mattina gli operai recatisi al cantiere non trovarono più nulla di ciò che avevano già costruito, e di fronte a questo prodigio si convinsero a realizzare la cappella nel luogo esatto dell'apparizione. Un secondo evento sarebbe avvenuto tra gli anni 1706 e 1708, quando a Equi giunse da Carrara una statua di marmo della Madonna con il Bambino. Gli abitanti pensarono di esporla nella chiesa parrocchiale di San Francesco, ma la mula sulla quale era sistemata si impuntò rifiutandosi di salire in paese, prendendo invece la via del monte per fermarsi davanti alla porta del santuario.
La facciata del santuario della Madonna del Bosco è rivolta a oriente e appoggiata a un piano roccioso. Si tratta di un fabbricato dal prospetto a capanna originariamente intonacato, con un oculo circolare, assiale rispetto al portale in marmo e alle due finestrelle laterali poste in basso, appena sopra i sedili in pietra. Un portico in cemento armato, costruito per volere della popolazione nel 1954, altera la facciata che in questa parte è priva dell'intonaco. L'interno è costituito da un'aula rettangolare coperta da una volta a botte lunettata, che l'ordine gigante di tipo toscano scandisce in tre campate contenenti le arcate delle cappelle. Il presbiterio è un corpo esterno alla parete di fondo dell'aula, che si apre nella misurata proporzione dell'arco trionfale, generatore della volta a crociera che ricopre il vano. La parete di fondo contiene il dossale in stucco con l'immagine della Vergine, ai lati del quale su mensole marmoree si collocano le statue di sant'Antonio e san Francesco. Questa composizione è parte integrante dell'architettura dell'altare maggiore, con paliotto in marmi policromi di gusto ligure. All'interno è inoltre conservato un bassorilievo in marmo del 1706, che raffigura la scena dell'apparizione e il cui autore è ignoto. La Vergine, in alto e a lato, è in atteggiamento materno e prende per mano le due pastorelle, con il monte che appare sullo sfondo ricoperto di lecci e carpini. Collocato inizialmente sopra il portale di ingresso, il bassorilievo venne poi spostato nel 1954 in concomitanza con i lavori eseguiti attorno al portale. Successivamente, in seguito ai lavori di riparazione del tetto del 1981, la formella fu spostata all'interno del santuario. Il bassorilievo reca inoltre un'iscrizione in lingua latina, che qui si riporta insieme alla traduzione.

#### Madonna del Cavatore
La Madonna del Cavatore, inaugurata il 31 agosto 1958, è un tempietto votivo con la statua in marmo della Vergine Maria, realizzato affinché i cavatori della Valle del Lucido avessero una effigie della Madonna a cui invocare protezione. Il tempietto è situato lungo la strada marmifera che raggiunge la cava sotto la parte nord del Pizzo d'Uccello.

### Aree naturali

#### Terme di Equi

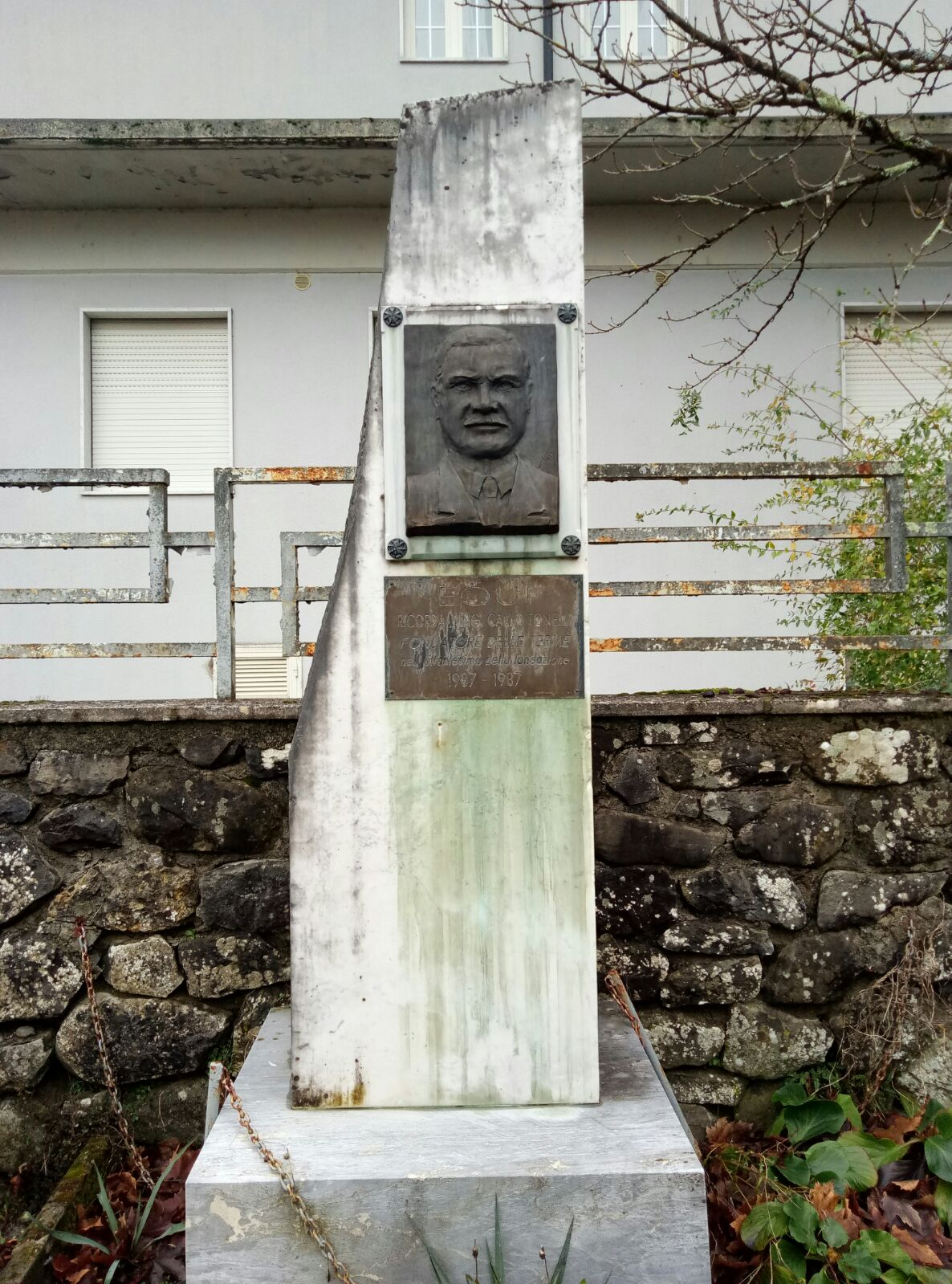
Scultura in memoria di Carlo Tonelli, fondatore del complesso termale di Equi

Presso Equi Terme è presente una serie di sorgenti termali di acqua sulfurea, sodio-clorurata per interazione con le evaporiti triassiche, di cui già gli antichi romani avevano riconosciuto le proprietà curative. Ne è prova la pavimentazione marmorea rinvenuta nel luogo dove sorge l'odierno stabilimento termale. L'Hotel Radium (oggi Hotel Terme), dotato di piscine termali usate per cure inalatorie e bagni caldi, fu costruito alla fine del XIX secolo; nel 1989 la struttura fu acquistata dal Comune di Fivizzano e riqualificata.
Il moderno complesso termale di Equi Terme nacque dall'intuizione dell'ingegnere e filantropo Carlo Tonelli (Equi Terme 1855 - Fivizzano 1929) che, dopo aver letto negli scritti del Settecento e dei primi dell'Ottocento delle proprietà curative delle sorgenti locali, decise di sfruttarle a favore dello sviluppo economico del paese. Nel 1894, durante gli scavi per gettare le fondamenta dello stabilimento termale che Tonelli aveva pensato di costruire nel luogo detto "al bagno", fu rinvenuto in profondità un ampio luogo di sosta e ristoro risalente all'epoca romana Imperiale, dal quale i viaggiatori che percorrevano la Via Clodia tra Garfagnana e Lunigiana potevano trarre ristoro. Forse questo luogo venne usato anche successivamente, non più come luogo di piacere come lo intendevano i pagani, ma come luogo di cura, come permetteva la morale cristiana.
In epoca moderna, le sorgenti furono usate dagli abitanti della Valle del Lucido, come viene testimoniato da Giovanni Targioni Tozzetti nell'accurata descrizione della Regione Toscana in una sua opera intitolata Viaggi per la Toscana. La descrizione risale all'anno 1777: «Alle falde dell'Appennino detto Pizzo d'Uccello, dalla parte di levante, opposto al castello di Equi, scaturisce una fonte di acqua calda, la quale nel mese di settembre visibilmente fuma e viene creduta della medesima natura di quelle dei bagni di Lucca, ed atta alla guarigione di molti mali, come è stato conosciuto per varie esperienze. Viene stimata nel paese un tal acqua sulfurea, perché tinge il terreno ed i sassi dove scola il color zolfo, ma per altro non ha fetore alcuno di tale minerale. Non vi è vicino alla sorgente altro che una piccola capanna la quale serviva da ricovero a coloro che vi venivano a bagnarsi, ma vi si richiederebbe a tal uso un comodo edifizio. Poco di quanto diversa, perché salsa, e bagnandovisi, guarisce la rogna, scabbia e simili mali cutanei.»
Qualche decennio più tardi (1835) il dottore in Medicina presso l'Università di Pisa Michele Angeli di Mazzola così scriveva: «A levante del castello di Equi lungo il fiume d'Ugliano in distanza di pochi passi trovansi le due fonti d'acqua sulfurea, che nel mese di settembre visibilmente fumano e tramandano nell'Estate fetor di zolfo, tingendo i sassi dove scolano, nell'Inverno di color di ruggine, indi di nero nella primavera, e finalmente fasciandoli e vestendoli di lunghe barbute e bianche filaccie nell'estate. [...] Per altro questo è quel bagno naturale che non avendo riscaldato che nel mese di agosto, in quello e nel successivo opera tante meravigliose guarigioni, risanando ogni specie di dolori reumatici e articolari, e mondando e ripulendo perfettamente la cute dalla lebbra e dalla scabbia e dalle salsedini fin dalla prima bagnatura, quando però l'epidermide non fosse già da tempo impustolita ed esulcerata.».
Costruito a pochi passi dal paese, lo stabilimento termale era composto da cinque padiglioni disposti a semicerchio e due piscine scoperte, destinate ai bagni e al nuoto. La piscina di forma ellittica era utilizzata dagli uomini, mentre quella di forma rettangolare, nelle immediate vicinanze dell'Hotel Radium, era riservata alle donne. Gli impianti per le varie cure quali inalazioni, bagni speciali, docce e irrigazioni si trovavano in un padiglione centrale adibito anche alle consultazioni mediche, mentre i padiglioni laterali ospitavano i camerini per i 24 bagni coperti. Di questi, dodici erano impiegati per il bagno caldo a 40 °C, mentre i restanti erano destinati al bagno a temperatura ordinaria come da sorgente a 26 °C. I piani superiori di questi padiglioni erano arredati affinché potesse fermarsi anche chi non poteva permettersi il soggiorno in uno degli alberghi presenti in paese. Alle due estremità di questi edifici vi erano gli spogliatoi per coloro che volevano farsi il bagno nelle vasche esterne, divise a loro volta da un viale alberato.
In occasione degli ottanta anni dalla fondazione delle terme è stato collocato all'ingresso del parco termale un ritratto in bronzo del suo fondatore.

#### Parco culturale delle Grotte

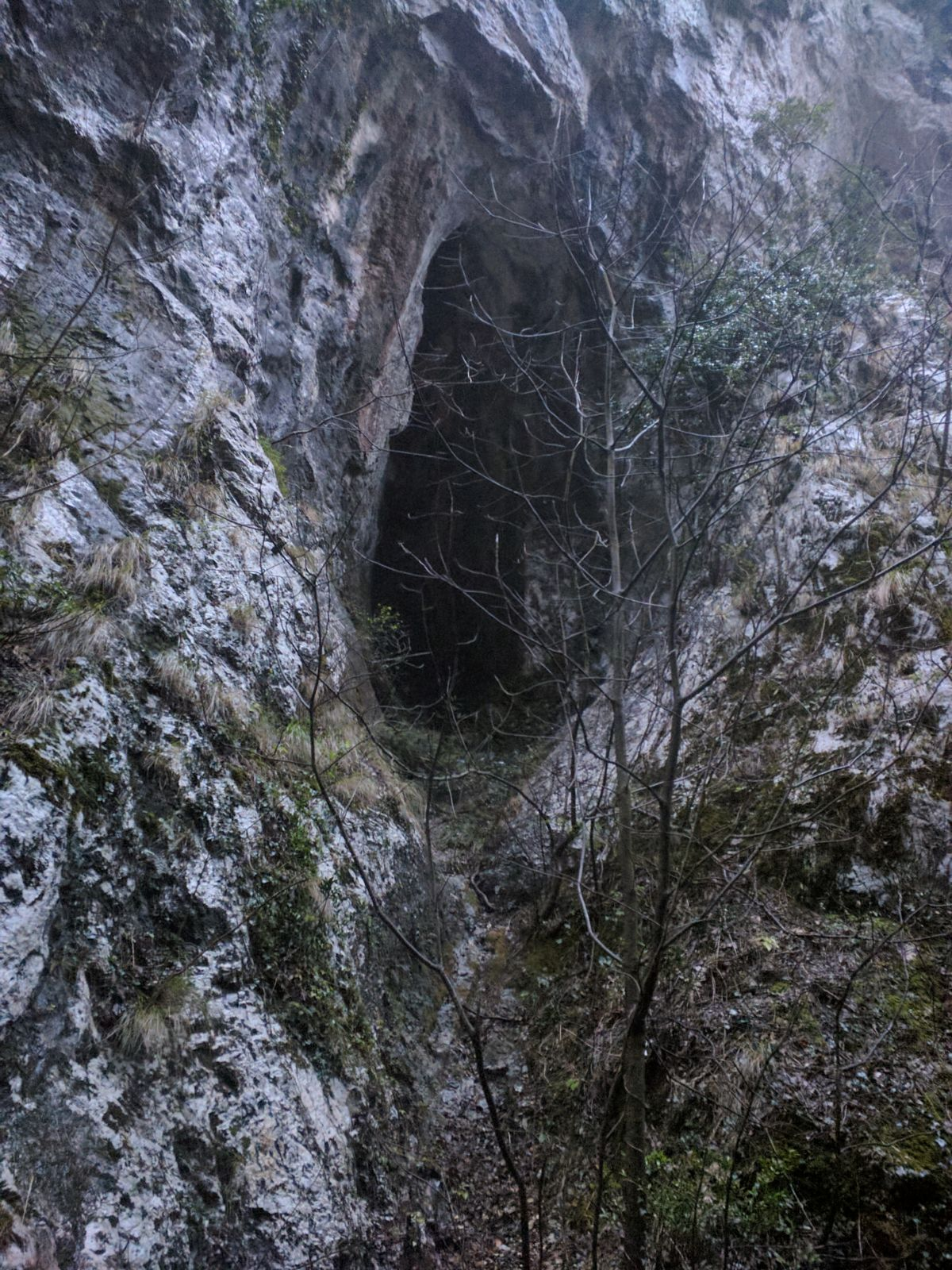
Il Buco del Diavolo, fenditura nella roccia presso il Solco d'Equi frequentata in epoca preistorica

Il Parco culturale delle Grotte di Equi Terme è stato istituito per far conoscere il complesso carsico sotterraneo di Equi, un insieme di cavità, cunicoli, sale, stalattiti, stalagmiti e laghi sotterranei.
Con il termine "tecchia" si indica un riparo sotto roccia e così è chiamata la grotta più nota del complesso carsico della valle del Lucido. La Tecchia divenne nota solo nel 1909 dopo che l'archeologo Giovanni Podenzana ne indicò l'interesse; essa si raggiunge attraverso il sentiero che sale sulla parete sinistra della valle del Fagli ed è comunicante con la grotta della Buca. Durante le campagne di scavo tra il 1972 e il 1983 furono ritrovate tracce dell'Uomo di Neanderthal del Paleolitico medio, utensili in pietra riferibili alla cultura musteriana e resti di animali quali l'orso delle caverne. La grotta della Tecchia fu poi riutilizzata durante l'età del rame, nel III millennio a.C., come luogo di sepoltura e più avanti nel Medioevo come riparo.
Risalendo il paese di Equi Terme attraverso il Solco di Equi, si incontrano alcuni luoghi anticamente frequentati dall'uomo. Sulla sponda sinistra del torrente Catenella si trova il "Buco del Diavolo", una fenditura nella roccia a lato della strada nella quale si raccoglie l'acqua che cola dalla montagna. A quota più alta sul versante del Monte Grande si trova la "Grotta delle Felci", un riparo alla base di una parete a strapiombo anticamente frequentata nell'età del Rame e del bronzo finale. Sulla sponda opposta, tracce di un possibile insediamento risalente all'età del Rame sono state attribuite alle due grotte "Tana della Volpe" e "Tana della Volpe 2". La prima è stata oggetto di uno studio fin dai primi anni 1950 che ha consentito di determinarne l'uso sepolcrale. La seconda, anch’essa utilizzata a fini sepolcrali, si può ricondurre all'età dei metalli.

## Cultura

### Musei
Il Museo delle Grotte di Equi, dedicato a Cesare Augusto Ambrosi, è organizzato secondo un percorso didattico ed espositivo che contiene la riproduzione del gigantesco orso delle caverne (Ursus spelaeus) e dell'Uomo di Neanderthal (Homo neanderhalensis), una serie di pannelli a tema e una piccola esposizione di fossili. Vi sono inoltre l'area audiovisivi, utilizzata per introdurre i percorsi didattici e per proiettare brevi filmati, e l'area laboratori, che comprende uno scavo scuola.
Il Museo del lavoro nella valle del Lucido, ospitato nell'edificio del Museo delle Grotte, ricostruisce e valorizza la specifica e particolare storia moderna della valle del Lucido e di Monzone, nonché le emergenze di archeologia industriale ancora ampiamente presenti nel tessuto dell’abitato. Sono oggetto del museo le segherie, le centraline, le canalizzazioni dell'acqua, le cave dismesse, le industrie, le fornaci. Un Percorso archeo-industriale in fase di attivazione dovrebbe permettere, attraverso un itinerario didascalico e la visita ai siti delle lavorazioni, una conoscenza più ampia delle caratteristiche e dei fenomeni nati e sviluppatisi nella Valle del Lucido. Le ricostruzioni presenti nel museo del lavoro mirano a recuperare la memoria di quell'epoca ed esporre la vivacità del dibattito e anche del confronto/scontro sociale nella valle dalla fine dell’Ottocento all’avvento del fascismo e oltre. Tutto ciò per far conoscere l'identità culturale singolare degli abitanti della valle e permettere la lettura di una porzione importante del territorio. Il Museo fa parte dell'eco-museo della montagna Lunigianese.

## Geografia antropica
L'abitato di Equi Terme è suddiviso in due parti: la parte antica è dominata dalla chiesa di San Francesco e dal suo campanile, con case in pietra, vicoli selciati ripidi e tortuosi e gallerie a volta, ed è posizionata sulla sponda sinistra del fiume Lucido. La parte moderna nasce e cresce sulla riva opposta durante i primi anni del XX secolo con l'apertura delle terme e la costruzione della ferrovia. Fino al 2005 questa divisione corrispondeva a un frazionamento amministrativo secondo cui la sponda destra ricadeva sotto il comune di Casola (88 abitanti) mentre quella sinistra era compresa nel comune di Fivizzano (120 abitanti).

## Infrastrutture e trasporti
Equi Terme è lambita dal percorso della viabilità provinciale di Massa-Carrara, sulla quale sono svolte autocorse in servizio pubblico a cura di CTT Nord.
È inoltre presente una fermata ferroviaria, servita dai treni che percorrono la ferrovia Lucca-Aulla.

## Galleria d'immagini

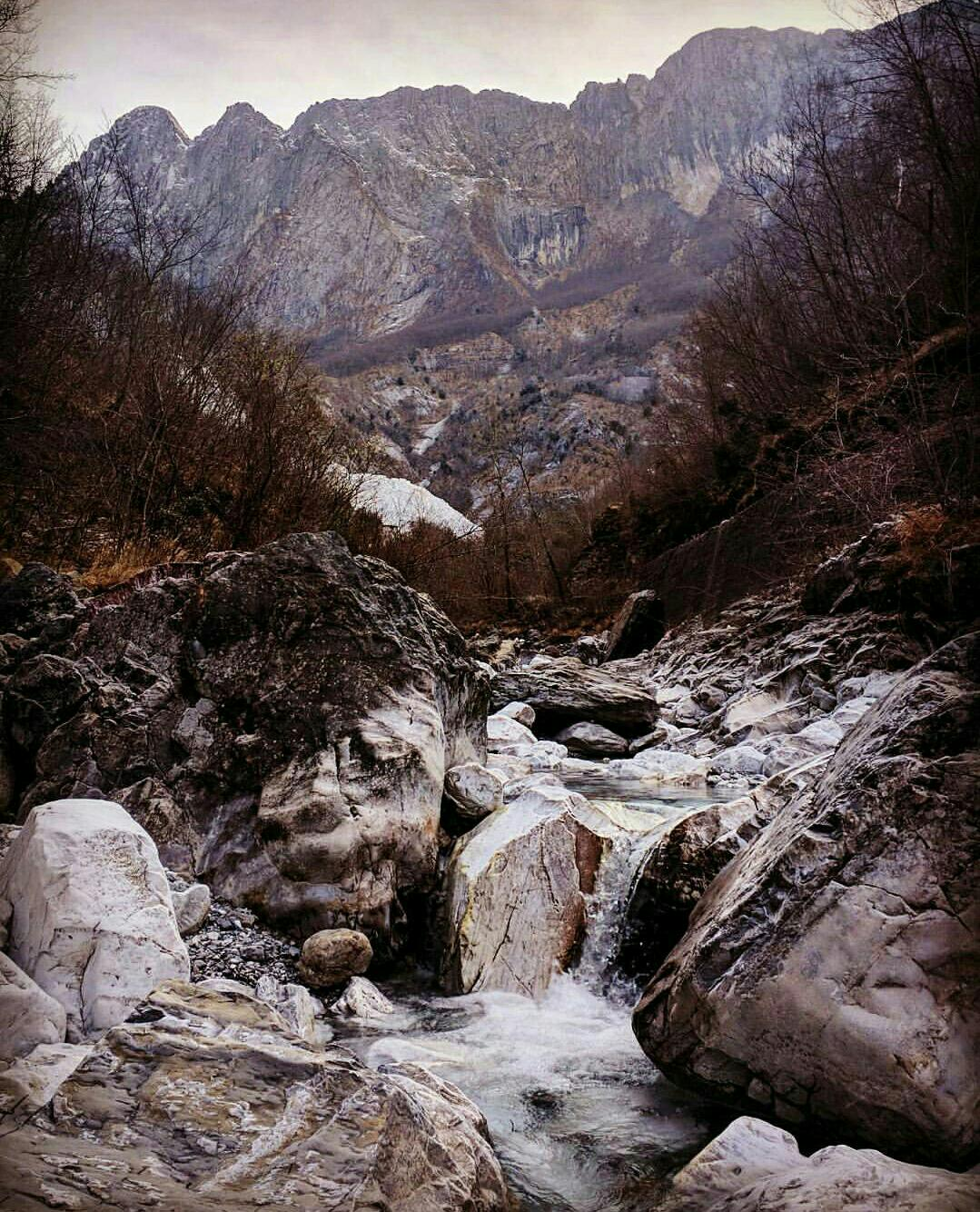
Morena di un ghiacciaio detta Solco d'Equi
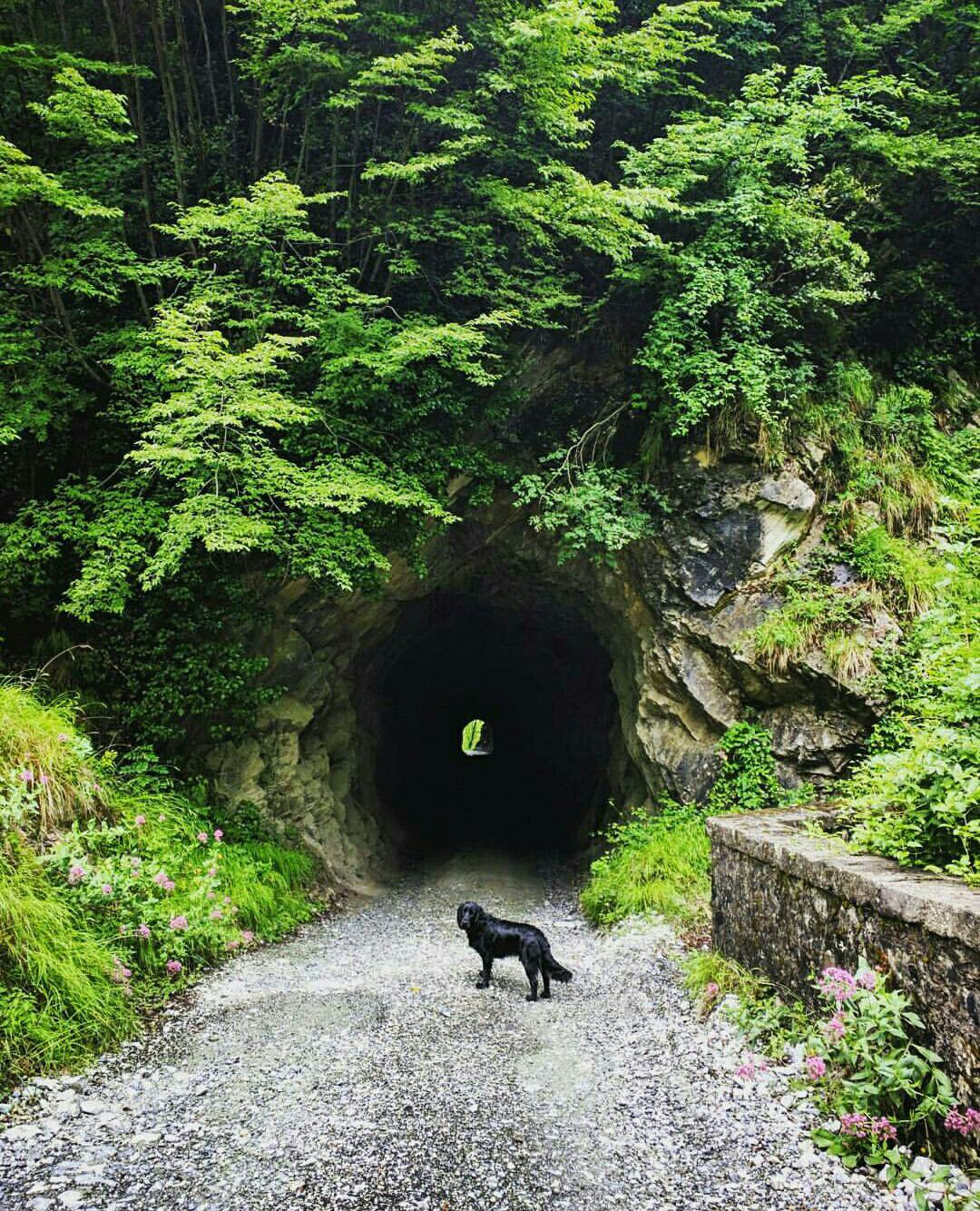
Tunnel attraversato dalla strada marmifera che da Equi conduce alle cave
Veduta del campanile della chiesa di San Francesco a Equi Terme, risalente al XVIII secolo
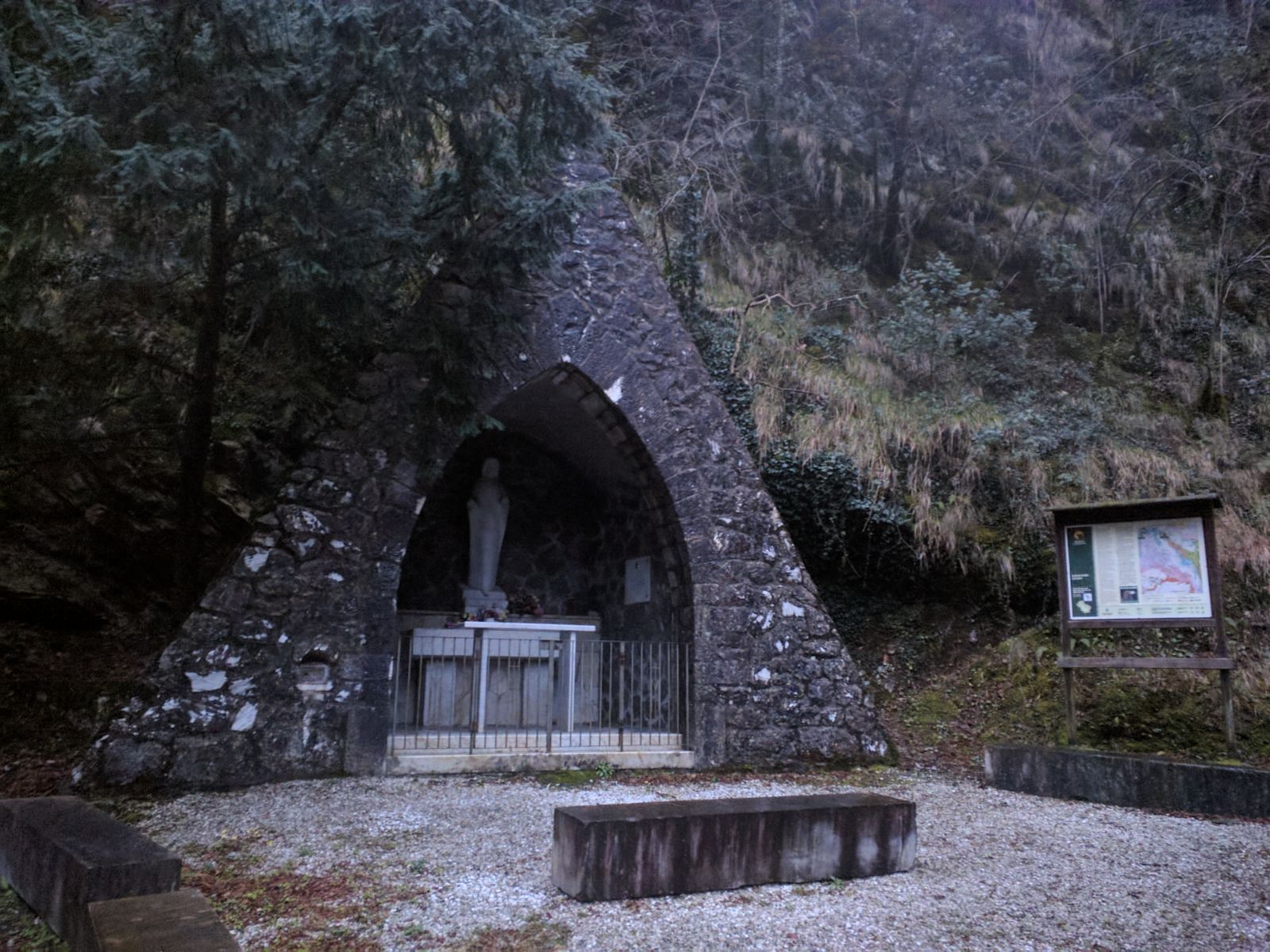
Tempietto votivo con la statua in marmo della Vergine Maria a Equi Terme